# مجازر ليشبونيك
يشير مصطلح مجازر ليشبونيك إلى سلسلة من عمليات القتل التي ارتكبتها الشرطة الصربية والقوات شبه العسكرية في قرية ليشبونيك (أي ليبينيك) بالقرب من مدينة بيتش، أثناء حرب كوسوفو 1998-1999.
وفي يوم 25 مايو 1998، تم إعدام مالا يقل عن ثمانية من سكان قرية ليشبونيك، معظمهم من أسرة حمزة دون محاكمة على أيدي مجموعة من ضباط الشرطة.
وفي 1 أبريل 1999، كانت ليشبونيك تمثل الموقع الذي شهد عملية قتل جماعي استهدفت نحو 66 رجلًا يشتبه في أنهم من المتمردين الألبان.

## المجزرة الأولى
عند حوالي الساعة 6:45 صباحًا، في يوم 25 مايو 1998، وقع حادث على الطريق بين ديتشاني وبيتش، بالقرب من قريةليشبونيك، والتي بها تم إطلاق النار على سيارة مدنية على أيدي رجال مسلحين، يفترض أنهم من المتمردين التابعين لـ جيش تحرير كوسوفو (UÇK). وأصيب ثلاثة رجال يستقلون السيارة بالرصاص، بما في ذلك السائق، وضابط شرطة وضابط شرطة احتياطي، يبدو أنهم كانوا خارج خدمتهم.
وبعد ظهر ذلك اليوم، بعد حوالي الساعة الواحدة مساءً، وصلت قوات الجيش الصربية التي كانت تستقل العديد من المركبات، معظمها مصفحٌ، إلى قرية ليشبونيك. وتمركز ضباط الشرطة عند ضواحي القرية وبدؤوا بإطلاق النار على الألبان مستخدمين المدفعية وغيرها من الأسلحة، قبل دخول القرية نفسها.
فر معظم سكان القرية إلى الغابة المجاورة. في حين لجأ أولئك الأشخاص الذين لم يتمكنوا من الفرار إلى بيوتهم قدر المستطاع. وبعد فترة وجيزة، أجرت دوريات الشرطة حملات تفتيش من منزل لآخر. وتمكنت بعد ذلك من ضبط أربعة عشر رجلًا كانوا يختبئون في إحدى المنازل الكبيرة. وأجبروهم على الانتقال إلى الساحة ثم فصلوا الرجال عن النساء والأطفال. وصدرت تعليمات بأن يذهب النساء والأطفال إلى ألبانيا. وبدأ رجال الشرطة ينهالون عليهم بالضرب، حيث كانوا عزَّلَ، وأمروهم بالركض ثم أطلقوا النار عليهم وهم يركضون. وبلغ إجمالي عدد الأشخاص الذين قُتلوا بهذه الطريقة أربعة رجال: إبراهيم حمزة (64)، وإيمر حمزة (53)، ودرويش حمزة (51) وباشكيم حمزة (23).
وكانت الشرطة قد داهمت كذلك منزل زيق حمزة(الذي يبلغ من العمر 68 عامًا). فأخذوه وابنيه، غاني حمزة (25) ورفعت حمزة (24) خارج المبنى، وأجبروهم على خلع ملابسهم الداخلية، ثم انهالوا عليهم بالضرب وقتلوهم في نهاية المطاف. كذلك، أعدم شخص آخر يُدعى هاكسهي جوجا (22) من قرية ديتشاني، الذي كان قد حل ضيفًا على إحدى الأسر، دون محاكمة.

## المجزرة الثانية
في يوم 1 أبريل 1999، داهمت قوات الشرطة والقوات شبه العسكرية قرية ليشبونيك. وحاول العديد من سكان القرية الفرار إلى الجبال ولكن سرعان ما أدركوا أنهم مطوقون من كل اتجاه. وعندها تجمع سكان القرية وسط قرية ليشبونيك؛ حيث تم الفصل بين الرجال والناس، واصطفت مجموعة كبيرة من الرجال بمحاذاة الحائط المتواجد بالشارع الرئيسي للقرية.وبعد سلسلة من الشتائم، أُمر جميع الرجال بالاستلقاء على الأرض، وشرع ضباط الشرطة بإطلاق النار عليهم بنيران المدافع الرشاشة. وبعد ذلك، تم إطلاق النار على أولئك الذين كانوا لا زالوا يتحركون في رؤوسهم.
مع ذلك، تمكن البعض من النجاة؛ حيث كانوا مختبئين تحت الجثث وزحفوا خارجًا بعد أن غادر ضباط الشرطة. أما سكان القرية الآخرون، معظمهم من النساء والأطفال، فقد أجبروا على مغادرة القرية وكان عليهم السير حتى الحدود الألبانية عبر داكوفيتشا. وبعدها أضرمت النار في منازل القرية.

## آثار ما بعد الكارثة
قام فريق من منظمة الأمن والتعاون في أوروبا (OSCE) بتوثيق الآثار التي خلفتها عمليات القتل في 1 يوليو وقام بإجراء العديد من المقابلات مع الناجين. وتفيد التقارير بمقتل نحو 66 ألبانيًا من كوسوفو.

## وصلات خارجية
- Massacre in Lybeniq: photographs